# Patricia Telesco
Patricia Telesco, también conocida como Marian Singer, nació en 1960, en Nueva York. Es autora de más de sesenta libros de paganismo y Nueva Era. Entre sus obras más reconocidas están: Goddess in my Pocket, Victorian Grimoire, 365 Goddess y The Little Book of Love Magic.
Es empleada a tiempo completo como asistente administrativa, también escribe libros, dirige talleres y da entrevistas públicas. Telesco es una bruja practicante por más de veinte años y se considera una maga tradicional. Ha sido oradora en alrededor de ciento cincuenta festivales alrededor de Estados Unidos.
Patricia ha aparecido en varios segmentos de televisión como Sighthings y National Geographic. Mantiene una fuerte y visible presencia en la comunidad metafísica, incluyendo más de trescientas entrevistas radiales de costa a costa (Estados Unidos), escritos en Internet a través de populares sitios sobre el tema, su propio club en Internet, página cibernética interactiva y chats. 
Entre las pasiones de Telesco están la jardinería, el baile y la cocina. Sus más fuertes guías éticas son: honor, respeto y gratitud a todas las cosas.

## Libros
- Goddess in my Pocket
- 365 Goddess"
- Magick Made Easy
- Bubble bubble toil & Trouble
- How to be a Wicked Witch
- Everything Witcca & Witchcraft
- Magick for Wild Woman
- Sensual Sorcery
- A witch’s 10 Commandments
- Spinning Spells, Weaving Wonders
- Language of Dreams
- WishCraft: Magical Manifestation
- Futuretelling
- Little Book of Love Magic
- Spirits, Ghosts & Hauntings
- Shaman in the 9-5 World
- Little Book of Mirror Magick
- Cakes and Ale for the Pagan Soul
- The Herbal Arts,
- Wiccan Book of Rituals
- Your Book of Shadows
- Wicca 2000
- Magickal Places: A Wiccan Travel Guide
- Advanced Wicca
- A Floral Grimoire
- Labryinth Walking
- Wicca on the Web
- Witch’s book of wisdom
- Teen Book of Shadows,
- Dancing the Fires
- Kitchen Witch’s Companion
- Candlelight Recipes for Magick
- Charmed Life
- Exploring Candle Magick
- Gardening with the Goddess
- Witch’s Beverages and Brews
- Animal Magick
- Cyber spellbook
- Money Magick
- Enchanted Life
- God/Goddess
- Mastering Candle Magick
- Which Witch is Which
- A kitchen witch’s guide to Divination
- A Kitchen Witch’s Guide to Brews and Potions
- Kitchen Witch’s Guide to Magickal Tools
- Cat Magick
- Dog Spirit
- Seasons of the Sun: the World's Spiritual Traditions
- A Healer's Handbook
- Sacred Beat
- Victorian Grimoire
- Victorian Flower Oracle *Witch's Brew
- Kitchen Witch's Cookbook
- Urban Pagan
- Folkways
- Dancing with Devas: Elemental Magic
- 365 Days of Prosperity
- 365 Days of Luck
- 365 Days of Health
- Mirror, Mirror: Reflections of the Sacred Self